# Sérigny (Orne)
Sérigny is een plaats en voormalige gemeente in het Franse departement Orne in de regio Normandië en telt 435 inwoners (1999). De plaats maakt deel uit van het arrondissement Mortagne-au-Perche.

## Geschiedenis
De gemeente maakte deel uit van het kanton Bellême. Toen dit kanton op 22 maart 2015 werd opgeheven werd Sérigny opgenomen in het op die dag opgerichte kanton Ceton. Op 1 januari 2017 fuseerde de gemeente met Eperrais, Le Gué-de-la-Chaîne, Origny-le-Butin, La Perrière en Saint-Ouen-de-la-Cour tot de commune nouvelle Belforêt-en-Perche.

## Geografie
De oppervlakte van Sérigny bedraagt 15,3 km², de bevolkingsdichtheid is 28,4 inwoners per km².
De onderstaande kaart toont de ligging van Sérigny (Orne) met de belangrijkste infrastructuur en aangrenzende gemeenten.

## Demografie
Onderstaande figuur toont het verloop van het inwonertal (bron: INSEE-tellingen).
Eperrais · Le Gué-de-la-Chaîne · Origny-le-Butin · La Perrière · Saint-Ouen-de-la-Cour · Sérigny